# Хруль Олександр Григорович
Олекса́ндр Григо́рович Хру́ль (1992—2014) — старший солдат Збройних сил України. Один із «кіборгів».

## З життєпису
Народився 1992 ррку в селі Ганнівка (Петрівський район, Кіровоградська область). Закінчив Ганнівську ЗОШ.
Мобілізований у вересні 2014-го, стрілець, 3-й окремий полк спеціального призначення.
3 жовтня 2014-го загинув при виконанні бойового завдання з оборони аеропорту Донецька.
Похований 22 жовтня 2014-го в Ганнівці.
Без сина лишилась мама.

## Нагороди і вшанування
За особисту мужність і героїзм, виявлені у захисті державного суверенітету та територіальної цілісності України, вірність військовій присязі під час російсько-української війни
- нагороджений орденом «За мужність» III ступеня (9.4.2015, посмертно).
- нагрудним знаком «За оборону Донецького аеропорту» (посмертно)
- Його портрет розміщений на меморіалі «Стіна пам'яті полеглих за Україну» у Києві: секція 4, ряд 1, місце 33
- у Ганнівській школі йому відкрито меморіальну дошку[1]
- Вшановується 3 жовтня на щоденному церемоніалі вшанування українських захисників, які загинули цього дня в різні роки внаслідок російської збройної агресії[2]